# Pierre Martin (Admiral)

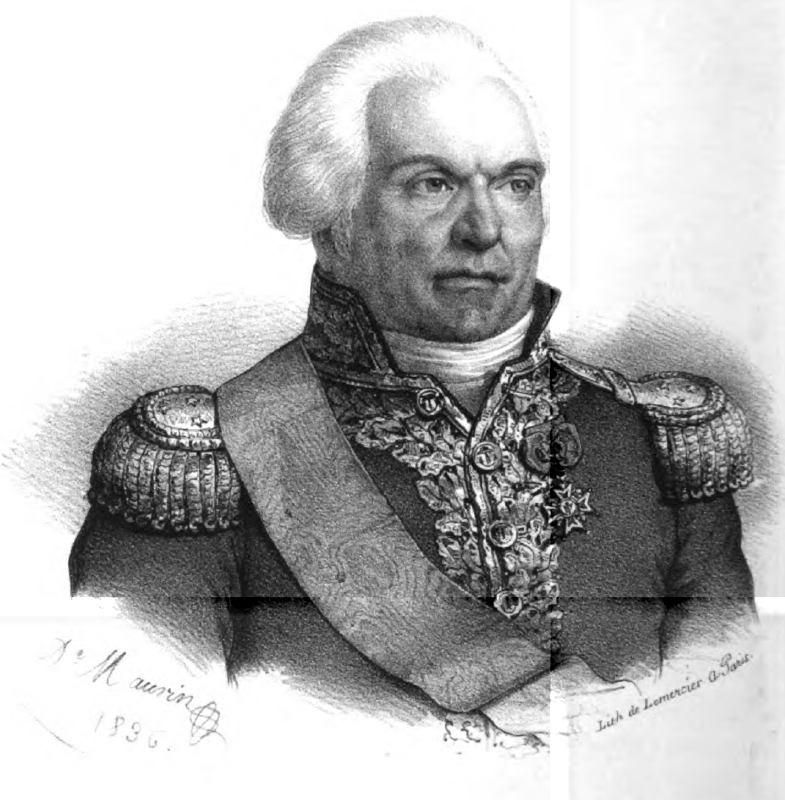
Pierre Martin

Pierre Martin (* 29. Januar 1752 in Louisbourg, Akadien; † 1. November 1820 in Rochefort) war ein französischer Admiral kanadischer Herkunft.

## Leben und Wirken
Nach dem Fort-William-Henry-Massaker (→Siebenjähriger Krieg) fürchtete die Familie Martin Vergeltungsmaßnahmen der Engländer und flüchtete 1759 nach Frankreich. Sie ließ sich in Rochefort nieder, wo Pierre auch seine knapp bemessene Schulzeit verbrachte. Bereits nach kurzer Zeit wurde er Schiffsjunge auf der Saint Esprit. Er kam u. a. bis in den Indischen Ozean und er lernte auf seinen Reisen viel, so dass er – zurück in Frankreich – ab 1769 als Lotse arbeiten konnte.
1775 wechselte Martin auf die Terpsichore und verlor dort während seines Dienstes durch einen Unfall ein Auge. Im darauffolgenden Jahr heiratete er in Rochefort Magdelaine Schimellé und hatte mit ihr eine Tochter: Marguerite (1776–1825).
Martin kämpfte im Amerikanischen Unabhängigkeitskrieg. Unter Admiral Charles Henri d’Estaing nahm er an den Kämpfen bei Ouessant (27. Juli 1778), Grenada (6. Juli 1779) und Savannah (September/Oktober 1779) teil. Bei der Seeschlacht vor Martinique (18. Dezember 1779) wurde er verwundet.
Nach seiner Gesundung diente er einige Zeit in der Marineverwaltung. Erst 1781, nach einer weiteren Beförderung, kam er auf die Cérès und diente in Admiral Louis-Philippe de Vaudreuils Flotte. Nach dem Frieden von Paris war Martin einige Jahre in der Karibik stationiert; zwischen 1786 und 1791 segelte er im Liniendienst Senegal – Frankreich. Als Marschall Charles Eugène Gabriel de La Croix de Castries 1788 die französische Marine reformierte, wurde Martin erneut belobigt und befördert.
1793 kommandierte er die Hermione, um damit Schmuggler und Seeräuber aufzubringen. Daneben unterstützte er General Lazare Hoche mit Truppentransporten, um den Aufstand der Vendée niederzuschlagen. Als im September desselben Jahres die Hermione bei Le Croisic durch einen Lotsenfehler auf Grund lief, wurde er durch den Wohlfahrtsausschuss angeklagt, aber letztendlich freigesprochen. Einige Wochen später erfolgte – vielleicht als Wiedergutmachung – die Ernennung zum Konteradmiral und das Kommando über das 118-Kanonen-Linienschiff Sans Culotte.
Martin schlug sich tapfer bei Genua (14. März 1795) und vor den Hyères Inseln (13. Juli 1795). Im darauffolgenden Jahr ernannte man ihn zum Vice-Admiral.
Im Alter 68 Jahren starb Pierre Martin am 1. November 1820 in Rochefort und fand dort auf dem Cimetière civil seine letzte Ruhestätte. Sein Grabstein trägt die Inschrift:
„Passant, ci-git un homme de bien
Il protégea l’opprimé, secourut le pauvre.
Qui’il repose en paix à la source du bonheur
promise par sa vertu.“

## Ehrungen
- 1791 Chevalier des Ordre royal et militaire de Saint-Louis
- 1804 Grand Officier der Ehrenlegion
- Comte de l’Émpire
- Sein Name findet sich am westlichen Pfeiler (31 Spalte) des Triumphbogens am Place Charles-de-Gaulle (Paris).